# Microspio paradoxa
Microspio paradoxa är en ringmaskart som beskrevs av Blake 1983. Microspio paradoxa ingår i släktet Microspio och familjen Spionidae. Inga underarter finns listade i Catalogue of Life.